# Le père Noël prend sa retraite

Le père Noël prend sa retraite (My Santa) est un téléfilm de Noël américain réalisé par Sam Irvin et diffusé en 2013.

## Synopsis
Jen Robbins est une journaliste, mère célibataire, qui a perdu l'esprit de Noël depuis que son ex-mari Paul est parti, six ans auparavant, la laissant seule la veille de Noël avec leur fils Eric. Malgré cela, Jen cherche à rendre heureux son fils, qui croit encore au père Noël et à la magie de Noël. C'est pour cela qu'elle cherche un nouveau père pour Eric et pense le trouver en la personne de Sam Franklin, qui est son collègue au journal. Mais elle est de plus en plus attirée par Chris, qui travaille comme père Noël au centre commercial. 

## Fiche technique
- Titre original : My Santa
- Réalisation : Sam Irvin
- Scénario : Roger Stigliano, Michael Waite
- Durée : 88 min
- Pays : États-Unis

## Distribution
- Samaire Armstrong (VF : Magali Rosenzweig) : Jen Robbins
- Matthew Lawrence : Chris
- Julie Brown : Suzie
- Jim O'Heir (VF : Philippe Ariotti) : Jack
- Ben Gavin : Sam Franklin
- Paul Dooley : Martin
- Gabe O'Mara : Eric Robbins
- Channing Chase : Gertrude
- Annie Little (VF : Dominique Vallée) : Mme Johnson
- Jeremy Scott Johnson (VF : Eric Marchal) : M. Johnson
- Loryn Shay Charbonnier : Stella Johnson
- Luc Charbonnier : Dexter Johnson
- David L. King : le manager
- Michael Waite : Paul